# Sociedade Portuguesa de Genética
Sociedade Portuguesa de Genética (SPG) é uma sociedade científica especializada na área da Genética.
A SPG foi fundada oficialmente em 3 de Outubro de 1973 e resultou da vontade de vários cientistas reunidos nas VII Jornadas de Genética Luso-Espanholas.

## Prémios atribuídos pela SPG
- Prémio Prof. Doutor Luís Archer[1].
- Prémio Prof. Doutor Aurélio Quintanilha[1].
- Prémio Prof. Doutor Amândio Sampaio Tavares[1].
- Prémio Investigador Tristão Mello-Sampayo[1].
- Prémio Prof. Doutor Miguel Pereira Coutinho[1].

## Presidentes da SPG
- Prof. Amândio Sampaio Tavares (1974-1977)[2].
- Prof. Luís Archer (1978-1981)[2].
- Prof. Jorge Antunes Correia (1981--1989)[2].
- Prof. Henrique Guedes Pinto (1989--1993)[2].
- Prof. José Rueff (1993-2001)[2].
- Prof. Miguel Mota (2001- )[2].